# Cantone di Déleg
Il cantone di Déleg è un cantone dell'Ecuador che si trova nella provincia di Cañar.
Il capoluogo del cantone è Déleg.